# Brian Bagnall
Brian Bagnall, javaprogrammerare och författare till flera böcker publicerade av McGraw-Hill, Prentice-Hall PTR och Syngress Publishing.